# 柄果柯
柄果柯（学名：Lithocarpus longipedicellatus）是壳斗科柯属的植物。分布在越南以及中国大陆的云南、广西、海南等地，生长于海拔800米至1,200米的地区，见于常绿阔叶林中，目前尚未由人工引种栽培。

## 别名
山椆、姜椆、旦仔椆、五指山椆（海南） 罗汉柯、柄果石栎